# Silnycia (rzeka)
Silnycia (ukr. Сільниця) – rzeka na Ukrainie, prawy dopływ rzeki Boh. Na rzece jest wiele stawów, wybudowano także 17 zapór. Woda wykorzystywana jest do zasilania elektrowni wodnych oraz do zaopatrywania w wodę przemysłową.